# 薩拉納克 (密歇根州)
薩拉納克（英語：Saranac）是位於美國密歇根州愛奧尼亞縣波士頓鎮區的一個村。

## 人口
根據2020年美國人口普查的數據，薩拉納克的面積為3.11平方千米，當中陸地面積為2.98平方千米，而水域面積為0.13平方千米。當地共有人口1376人，而人口密度為每平方千米442人。